# 李薰
李薰（1913年11月20日—1983年3月20日），湖南邵东人，中国物理冶金学家，中国科学院院士，中国科学院金属研究所创始人。历任中国科学院金属研究所所长、中国科学院沈阳分院院长、中国科学院副院长，是为研究金属中氢奠定科学基础的先驱者。

## 生平
- 1913年11月20日出生于湖南邵東市佘田橋鎮附近的乡村。
- 1919年，启蒙於江西南昌省立第三小学。
- 1926年初，就读於湖南长沙育才中学和明德中学。
- 1928年，转学长沙长郡中学。
- 1930年初，插班进入长沙岳云中学。
- 1932年，免试保送湖南大学矿冶工程系。
- 1936年毕业，任教长沙楚怡高级工业学校兼地矿调查员。
- 1937年，通过湖南省公费留学考试，入英国谢菲尔德大学冶金学院学习。
- 1940年，取得哲学博士学位。应聘留校继续从事研究工作，并指导研究生。
- 1945年，开始参与谢菲尔德大学冶金学院研究部的领导工作。
- 1951年3月，谢菲尔德大学根据李薰在学术上的杰出成就，授予他冶金学博士（D. Met.）。这是谢菲尔德大学冶金学院设立的最高学位，该大学是当时英国唯一能以冶金学博士命名其高级博士学位的学府，李薰则是从1923年至1951年的28年中获得这种学位的第二人。
- 1951年8月20日，回到中国北京，任中国科学院金属研究所筹备处主任。
- 1953年4月3日，经中华人民共和国政务院批准，正式成立中国科学院金属研究所，周恩来亲自签署任命李薰为所长。
- 1956年，当选为中国科学院技术科学部学部委员。
- 1978年5月，任中国科学院沈阳分院院长。
- 1981年5月，任中国科学院副院长和技术科学部主任。
- 1983年初，前往攀枝花钢铁公司，行经昆明途中，于3月20日病逝。[1]

## 主要贡献
- 第二次世界大战期间，英国飞机曾发生过突然断裂事故。李薰苦心钻研，发现钢中含氢是造成事故的主因，并弄清了钢中含氢产生白点需要孕育期和钢中去氢的规律，解决了长期存在的问题。李薰在1942年至1948年间，关于钢中氢的研究，发表了一系列有价值的论文，为钢中氢的研究进一步奠定了科学基础。
- 1951年，李薰回国后，在他创建的中国科学院金属所，建立并发展了钢中氢、氧和非金属夹杂物的分析技术，并将这些技术通过办培训班推广到全国。为中国钢质量的提高奠定了基础。同时，还建立了在炼钢炉熔池中取样进行氢含量分析方法，并发现在平炉炼钢过程中，炉气组中的水气是钢液中氢的主要来源，这一发现为国内钢铁冶炼技术的提高提供了依据。结合钢质量的提高，还开展了钢在凝固过程中氢的分布规律及除氢技术。这些成就，荣获1956年中国科学院自然科学奖（当时为国家级奖）三等奖。
- 1953年创立中国科学院金属研究所，为中国冶金工业的发展作出了重要的贡献。
- 1956年，中国编制十二年自然科学远景发展规划纲要，李薰主持冶金科学技术部分，规划出中国冶金事业发展蓝图。1962年起，国家又多次邀集专家规划全国科技事业的发展，他均负责冶金学科。后出任国家科委冶金专业组和冶金新型材料组的副组长，高温测试组和航空材料组组长。
- 1957年访苏归来，李薰审时度势，他组织力量，建成高温合金、难熔金属、金属陶瓷、铀冶金、二氧化铀陶瓷核材料、热解石墨等研究室，增强研究高强度钢和合金钢的人力，在较短的时间内，成效显著。金属研究所为中国成功地爆炸第一颗原子弹，发射第一枚重返地面的人造地球卫星、造出第一架超音速喷气式飞机、建成第一艘核潜艇等，成功地研制出某些关键材料，作出了重要贡献。
- 李薰受国家科委的委托，主持全国高温物理性能测试工作，为了开发新材料，为了提供设计依据，为了仲裁，为了提高测试方法和技术本身，在金属研究所建成基地，许多方法在设备和技术方面均有创新。
- 1956年创办《金属学报》，自任主编，现在《金属学报》已成为国际上知名的学术刊物之一。 他也是《材料科学丛书》的主编、《中国大百科全书·矿冶卷》编委会副主任。曾亲自撰写冶金学和金属学条目。
- 1981年５月，李薰任中国科学院副院长和技术科学部主任。他提倡改革，为后来全国推行科学技术体制改革起了先导作用。[1]

## 著作
《李薰文集》

## 李薰奖学金
为纪念李薰先生，学习他的高尚品格，促进中国材料科学水平的提高，中国科学院金属研究所自1999年起陆续在湖南大学、中南大学、南京理工大学、东北大学、中国科学技术大学、上海交通大学6所高校，面向材料相关专业高年级本科生设立了“李薰”奖学金。

## 逸闻趣事
- 李薰和哥哥李芬、李苾都毕业于长沙长郡中学，又先后入读湖南大学不同的系。湖南大学当时每年只有20名学生可获奖学金，李家三兄弟都获得了奖学金，这就是当年长沙教育界有名的“三李”现象。李芬后来主持武汉长江大桥、南京长江大桥的工程设计，李苾成为中国科技大学教授和无线电专家。与之齐名的是湘潭的“三黎”，湘潭的黎氏三兄弟黎鳌、黎介寿、黎磊石均成为中国工程院院士。
- 李薰的博士毕业典礼上，其英国房东作为家长代表出席。
- 二战期间，李薰曾参与英国喷火式战机的研发。
- 李薰生性诙谐，爱说“怪话”，曾经有人将他在各种场合发表的“怪话”编印成册。[2][3]